# Школа драмы
«Школа драмы», или «Взлёт» (англ. Rise) — американский драматический телесериал с Джошем Рэднором в главной роли. Сериал создан Джейсоном Катимсом и основан на книге Майкла Соколова "«Школьная драма: Невероятная история блестящего педагога, Город Борьбы и Магия Театра». Премьера сериала состоялась 13 марта 2018 года на NBC.
11 мая 2018 года сериал был закрыт после одного сезона.

## Сюжет
Лу Маццучелли — преданный своему делу учитель и семьянин, который однажды избавляется от неуверенности в себе и берет под своё крыло школьный театральный кружок, находящийся практически в безнадёжном состоянии. В итоге самоотверженная работа Лу меняет жизнь не только школы, но и всего рабочего городка.

## В ролях
- Джош Рэднор — Лу Маццучелли
- Марли Шелтон — Гэйл Маццучелли
- Рози Перес — Трейси Вульф
- Аулии Кравальо — Линетт Суарес
- Дэймон Джиллеспи — Робби Торн
- Ширли Румирк — Ванесса Суарес
- Джо Типпет — тренер Сэм Стрикленд
- Тед Сазерленд — Саймон Сондерс
- Эми Форсит — Гвен Стрикленд
- Рамиян Ньютон — Маашус Эверс
- Кейси Джонсон — Горди Маццучелли
- Тейлор Ричардсон — Кейтлин Маццучелли

## Список эпизодов
| 1×1  | Pilot                            | 13.03.2018 |  |
| 1×2  | Most of All to Dream             | 20.03.2018 |  |
| 1×3  | What Flowers May Bloom           | 27.03.2018 |  |
| 1×4  | Victory Party                    | 03.04.2018 |  |
| 1×5  | We've Got All Our Junk           | 10.04.2018 |  |
| 1×6  | Bring Me Stanton                 | 17.04.2018 |  |
| 1×7  | This Will God Willing Get Better | 24.04.2018 |  |
| 1×8  | The Petition                     | 01.05.2018 |  |
| 1×9  | Totally Hosed                    | 08.05.2018 |  |
| 1×10 | Opening Night                    | 15.05.2018 |  |

## Производство
NBC заказал пилотный эпизод 4 мая 2017 года.

## Отзывы критиков
На сайте-агрегаторе Rotten Tomatoes сериал держит 58% «свежести» на основе 36-ти отзывах со средним рейтингом 6,04/10. На Metacritic сериал получил 59 баллов из ста, что основано на 27-ми «смешанных и средних» отзывах.